# خط درام (کنترل کوسه)
قلاب طبل‌زن یک تله آبی بدون سرنشین است که برای فریب و گرفتن کوسه‌های بزرگ با استفاده از قلاب‌های طعمه‌دار استفاده می‌شود. آنها معمولاً در نزدیکی سواحل شنای محبوب مستقر می‌شوند تا تعداد کوسه‌ها در مجاورت و در نتیجه احتمال حمله کوسه کاهش یابد. طناب‌های طبل اغلب همراه با تورهای کوسه استفاده می‌شوند که منجر به مرگ و میر کوسه‌ها می‌شود. با این حال، می‌توان از طناب‌های درام SMART برای جابجایی کوسه‌ها استفاده کرد که این امر مرگ و میر کوسه‌ها و صید ضمنی را تا حد زیادی کاهش می‌دهد. استفاده از طناب‌های طبل در کاهش حملات کوسه در مناطقی که این طناب‌ها نصب شده‌اند، موفق بوده است. موضوع کشتار کوسه‌ها به یک جنجال بین‌المللی تبدیل شد و تظاهرات عمومی و مخالفت‌های آشکاری را به ویژه از سوی طرفداران محیط زیست، مدافعان رفاه حیوانات و فعالان اقیانوس برانگیخت.

## توضیحات
خط درام از یک درام شناور (بشکه) تشکیل شده است که دو خط به آن متصل است. یکی از نخ‌ها به لنگری در کف دریا متصل است، در حالی که نخ دیگر دارای یک قلاب بزرگ طعمه‌دار برای شکار کوسه است. این بشکه با فوم پلی اورتان سفت و سخت پر شده است که آن را شناور نگه می‌دارد و از سرقت آن برای استفاده به عنوان مخزن ذخیره‌سازی جلوگیری می‌کند. برای جذب کوسه‌ها، قلاب‌ها با ماهی کفال قرمز و ماهی جاکوپور مصنوعی طعمه‌گذاری می‌شوند. از آنجایی که هدف از قلاب درام جلوگیری از نزدیک شدن کوسه‌ها به سواحل محبوب است (و نه جذب آنها)، فقط حدود ۵۰۰ گرم طعمه به هر قلاب اضافه می‌شود؛ بنابراین فقط کوسه‌هایی که در مجاورت طعمه‌ها هستند جذب طعمه‌ها می‌شوند.

## تاریخچه
در سال ۱۹۶۲، برای جلوگیری از حملات کوسه در کوئینزلند استرالیا، از طناب‌های طبل استفاده شد آنها همچنان در کوئینزلند مورد استفاده قرار می‌گیرند و همچنان کوسه‌ها را صید می‌کنند (و همچنین گونه‌های ضمنی مانند دلفین‌ها را نیز صید می‌کنند). سپس توسط کوازولو-ناتال (آفریقای جنوبی) مورد استفاده قرار گرفتند و همچنان در آنجا مورد استفاده قرار می‌گیرند. آنها به‌طور متناوب در غرب استرالیا در چارچوب سیاست «تهدید قریب‌الوقوع» مورد استفاده قرار گرفتند، پیش از این نیز به مدت ۴ ماه در سال ۲۰۱۴ در آنجا مورد استفاده قرار گرفته بودند. استفاده از طبل‌های بادی در غرب استرالیا در مارس ۲۰۱۷ پس از تغییر دولت ایالتی متوقف شد. از ژانویه ۲۰۱۹، خطوط درام "SMART" در سواحل غربی استرالیا مستقر شدند، با این حال، آزمایش در سال ۲۰۲۱ به پایان رسید. از سال ۲۰۱۴، جزیره رئونیون از خطوط طبل به همراه خطوط طولانی و موانع کوسه استفاده کرده است.

## مزایا
استقرار دائمی یا نیمه دائمی تجهیزات ماهیگیری کوسه در سواحل پر رفت و آمد (که شامل قلاب‌های طبل‌زن نیز می‌شود) در کاهش میزان حمله کوسه در سواحل حفاظت‌شده موفق بوده است. در حالی که تورهای کوسه و طناب‌های طبل هدف یکسانی دارند، طناب‌های طبل در هدف قرار دادن سه کوسه که برای شناگران خطرناک‌تر محسوب می‌شوند، مؤثرتر هستند: کوسه گاو نر، کوسه ببری و کوسه سفید بزرگ. طناب‌های طبل با استفاده از طعمه، کوسه‌ها را از نزدیکی خود جذب می‌کنند در حالی که تورهای کوسه به کوسه‌ها اجازه می‌دهند تا از روی آنها یا اطرافشان شنا کنند. علاوه بر این، صید ضمنی یا صید ناخواستهٔ قلاب‌های ماهیگیری درام به‌طور قابل توجهی کمتر از تورهای ماهیگیری کوسه است.
از خطوط درام هوشمند همچنین می‌توان برای جابجایی کوسه‌ها استفاده کرد که این امر مرگ و میر کوسه‌ها و صید ضمنی را تا حد زیادی کاهش می‌دهد. در آزمایش درام‌لاین اسمارت (SMART) در ساحل شمالی نیو ساوت ولز (استرالیا)، ۹۹٪ از کوسه‌های هدف و ۹۸٪ از سایر حیوانات صید شده زنده رها شدند.
همچنین از طبل‌های طبل و طناب‌های بلند با موفقیت زیادی در رسیف، برزیل استفاده شده است، جایی که میزان حمله کوسه ۹۷ درصد کاهش یافته است. هدف از این برنامه، جابجایی کوسه‌ها به فاصله ۸ کیلومتر از سواحل بود.

## معایب
طناب‌های طبل می‌توانند منجر به مرگ کوسه‌ها و صید ضمنی شوند. در طول یک برنامه کاهش حمله کوسه در نزدیکی رسیف، برزیل طی یک دوره ۴ ساله (اکتبر ۲۰۰۷ تا دسامبر ۲۰۱۱)، کل کوسه‌های صید شده، همچنین صید ضمنی و درصد کوسه‌های زنده رها شده در جدول نشان داده شده است.
در همین دوره در رسیف، ۴۴ کوسه بالقوه مهاجم نیز به دام افتادند، از جمله ۳۴ کوسه ببری و ۴ کوسه گاوی. میزان کلی بقای کوسه‌های بالقوه مهاجم ۷۰ درصد بود (جابجایی و رهاسازی). از بین تمام حیوانات صید شده، ۲۲٫۷٪ از آنها مردند. برخلاف کوئینزلند، هدف برنامه رسیف، جابجایی کوسه‌های بالقوه مهاجم بود.
ترکیب طناب‌های طبل و تورهای کوسه مستقیماً منجر به انقراض نمی‌شود، اما ممکن است به جمعیت فرصتی برای بازیابی از خطر انقراض نیز ندهد.
استفاده از طناب‌های طبل که منجر به مرگ کوسه‌ها می‌شود، بر اکوسیستم دریایی تأثیر منفی می‌گذارد. انجمن حفاظت از محیط زیست دریایی استرالیا اعلام کرد: «هزینه اکولوژیکی ماهیگیری با قلاب‌های طبل بالا است، به طوری که ۹۷ درصد از کوسه‌هایی که از سال ۲۰۰۱ [در کوئینزلند] صید شده‌اند، در معرض خطر حفاظتی قرار دارند.» جسیکا موریس از انجمن بین‌المللی حفاظت از محیط زیست می‌گوید: «کوسه‌ها شکارچیان درجه یکی هستند که نقش مهمی در عملکرد اکوسیستم‌های دریایی ایفا می‌کنند. ما برای اقیانوس‌های سالم به آنها نیاز داریم.»
ادعا شده است که طناب‌های طبل یک استراتژی ناکارآمد برای حفظ امنیت مردم هستند، در حالی که همزمان منجر به مرگ هزاران کوسه و سایر حیوانات وحشی در اکوسیستم دریایی می‌شوند. دیو کلی، وزیر شیلات استرالیای غربی، گفت: «در حال حاضر هیچ مدرک علمی وجود ندارد که نشان دهد طناب‌های طبل خطر حمله [کوسه] را کاهش می‌دهند.» 
برنامه کنترل کوسه در کوئینزلند مورد انتقاد قرار گرفته است. این برنامه «جمع‌آوری» نامیده شده است. از سال ۱۹۶۲ تا به امروز، دولت کوئینزلند با استفاده از طناب‌های طبل، کوسه‌ها را در تعداد زیادی هدف قرار داده است - این برنامه همچنین منجر به مرگ تعداد زیادی از حیوانات دیگر مانند دلفین‌ها شده است؛ همچنین منجر به مرگ کوسه‌های سرچکشی در معرض خطر انقراض شده است. کوئینزلند در حال حاضر بزرگ‌ترین برنامه کشتار کوسه در استرالیا را اجرا می‌کند. در ۱۱ ماه اول سال ۲۰۱۳، ۶۳۳ کوسه در کوئینزلند صید شدند - بیش از ۹۵ درصد از این کوسه‌ها مردند. از سال ۲۰۱۳ تا ۲۰۱۴، ۶۶۷ کوسه در برنامه «کنترل کوسه» کوئینزلند جان خود را از دست دادند، از جمله کوسه‌های سفید بزرگ و کوسه‌های پرستار خاکستری که در معرض خطر انقراض قرار دارند. از سال ۲۰۱۴ تا ۲۰۱۵، ۶۲۱ کوسه در کوئینزلند جان باختند. از سال ۲۰۱۷ تا ۲۰۱۸، ۲۱۸ کوسه کشته شدند، از جمله ۷۵ کوسه ببری و ۴۱ کوسه گاوی. از سال ۲۰۰۱ تا ۲۰۱۸، در مجموع ۱۰۴۸۰ کوسه در خطوط طبل در کوئینزلند جان باختند.